# Mit vollem Einsatz!
Mit vollem Einsatz! ist eine australische Krimikomödie des Regisseurs Tony Martin aus dem Jahr 2003.

## Handlung
Ben Kinnear und Mike Paddock sind Angehörige einer Spezialeinheit der Polizei von Melbourne, beide sind ziemlich übereifrig. Bei einem Einsatz in einem Einkaufszentrum durchlöchern sie den Fahrer eines Autos, das ungebremst in das Einkaufszentrum fährt. Der Fahrer, Richter Pulgrain, hatte sich jedoch bereits vorher selbst getötet.
Trotzdem werden Kinnear und Paddock zum Streifendienst verdonnert. Hierbei kommen sie einem riesigen Bestechungsskandal in Polizeikreisen auf die Schliche, und sogar der amtierende Premierminister ist in die Sache verwickelt. Ihr Chef, der auch etwas mit der Sache zu tun hat, sorgt dafür, dass die beiden zu Sündenböcken gemacht und suspendiert werden. Doch Ben und Mike geben nicht auf und ermitteln auf eigene Faust weiter. Am Ende können sie den Skandal aufklären und sind vollständig rehabilitiert.

## Hintergrund
- Das Budget betrug geschätzte 4,8 Millionen Australische Dollar.
- Mit vollem Einsatz! feierte seine Premiere in Melbourne am 13. Juli 2003.

## Auszeichnungen
Der Film war bei den Australian Comedy Awards 2003 als Beste Komödie, für das Beste Drehbuch und in drei Darsteller-Kategorien nominiert.